# 2021-es MTV Europe Music Awards
A 2021-es MTV Europe Music Awards (röviden MTV EMA 2021) volt a huszonnyolcadik MTV Europe Music Awards, melyet 2021. november 14-én rendeztek Budapesten, a Papp László Budapest Sportarénában. A díjátadót ezúttal ismét helyszíni közönség előtt tartották meg. Ez volt az első alkalom, hogy ténylegesen Magyarország adhatott otthont a díjátadónak.

## A helyszín és a díjátadó témája

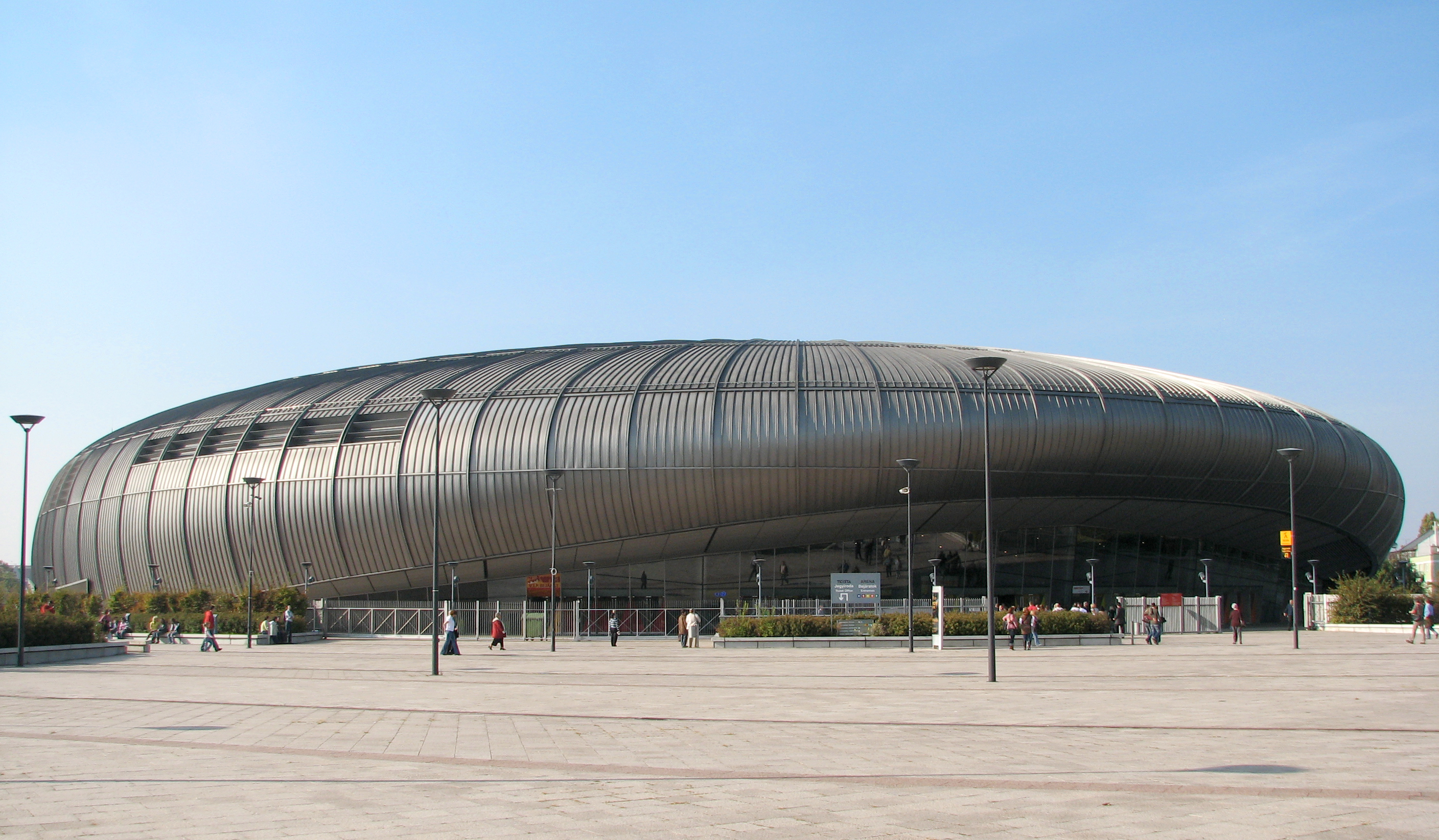
A díjátadó helyszíne, a Papp László Sportaréna

A 2020-as díjátadót eredetileg Budapesten tervezték megtartani, azonban a világszerte tomboló Covid19-pandémia és a korlátozások miatt végül egy londoni stúdióból virtuálisan közvetítették a műsort. A műsor folyamán Palvin Barbara modell számos alkalommal különböző magyarországi helyszínekről (Budapestről, Esztergomból és Veszprémből) jelentkezett be, David Guetta pedig a Széchenyi gyógyfürdő medencéjében felállított színpadon mutatta be zenei produkcióját. A díjátadó végén bejelentették, hogy a következő évben ténylegesen Budapesten rendezik meg a díjátadó-műsort. 2021. október 9-én vált hivatalossá, hogy a pontos helyszín a 20 022 férőhelyes Papp László Budapest Sportaréna lesz.
A díjátadó ebben az évben szlogennel is rendelkezett, amely a Music for ALL (magyarul: Zene MINDENKINEK) lett.
A jelöltek névsorát október 20-án jelentették be, ugyanezen a napon indult el a szavazás is. A legtöbb jelöléssel Justin Bieber rendelkezik, aki nyolc kategóriában lett jelölve. Ebben az évben adnak át először a díjat a legjobb k-pop kategóriában.
A jegyek árusítását október 28-án kezdték meg.

### LMBTQ+ szolidaritás

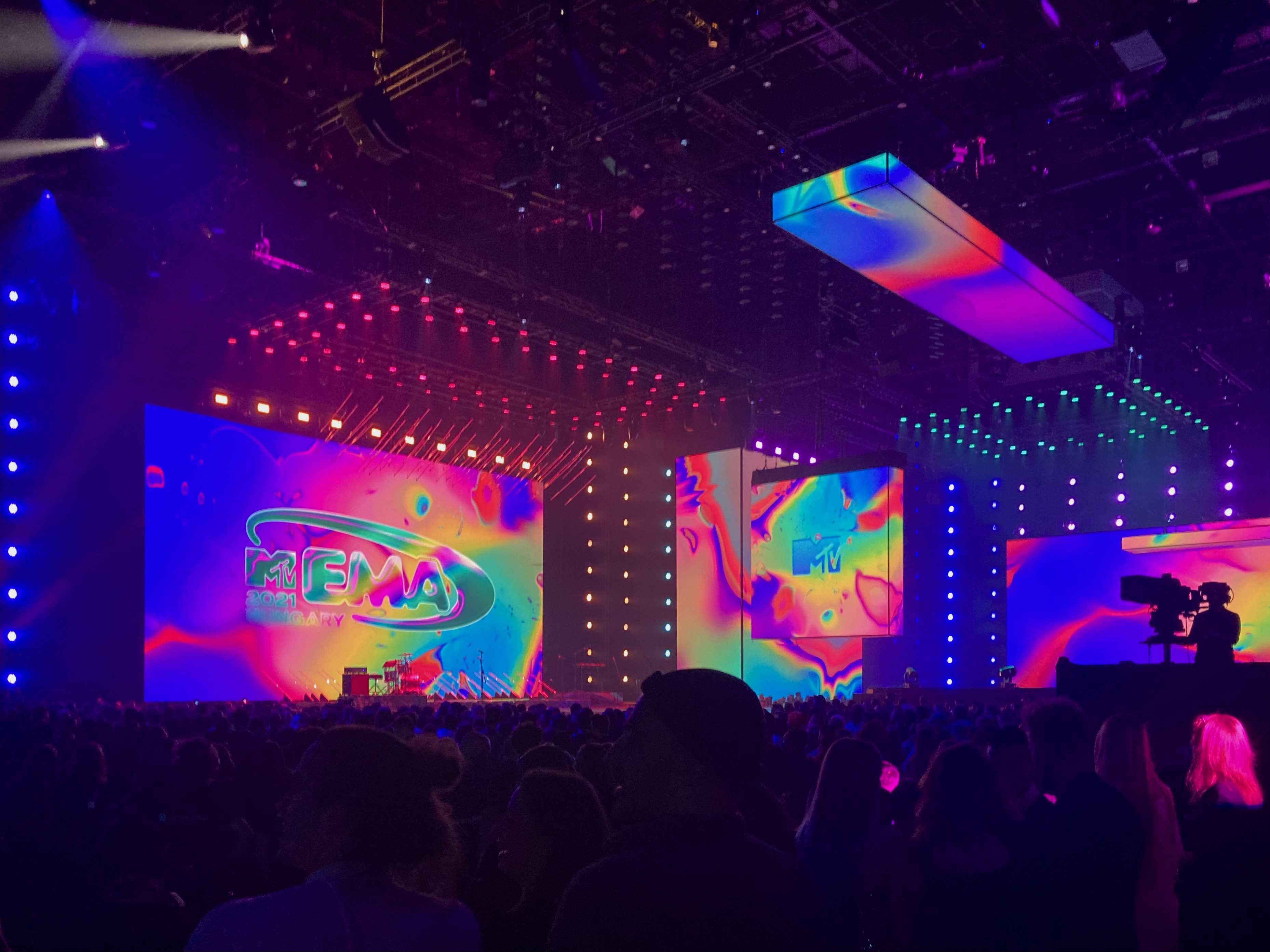
A díjátadó színpada

A díjátadó előtt Raffaele Annecchino, a ViacomCBS Networks International elnök-vezérigazgatója egy interjúban közölte, hogy a műsor az LMBTQ-ellenes intézkedések ellen fog kiállni a Budapestre szervezett gála és eköré építik fel a műsor koncepcióját és témáját.
Büszke vagyok arra, hogy a ViacomCBS-nél dolgozhatok, amely mindig azt támogatta, hogy mindenki egyenlő lehessen, és ezért nagy megtiszteltetés az is, hogy kiállhatok az LMBTQ+ testvéreim mellett, amikor a 2021-es MTV EMA ünnepet Magyarországról közvetítjük.
A november 11-én a kormányinfón Gulyás Gergelytől a Hír TV újságírója kérdezett a díjátadóról. A miniszterelnökséget vezető miniszter azt nyilatkozta, hogy a kormány elleni provokációra használják fel az eseményt. 
Mi itt is azt tartjuk iránymutatónak, hogy szabadság van, legalábbi ebben az országban szabadság van – Európa más országaival ellentétben
Ebben az évben egy új díjat adtak át Generation Change névvel. A díjat olyan aktivisták kapták, akik LMBTQ+ jogokért küzdenek. Amir Ashour, Matthew Blaise, Sage Dolan-Sandrino és Erika Hilton mellett a Budapest Pride egyik szervezője, Radványi Viktória is a díjazottak között volt. Radványi a díjat az élő műsor folyamán vette át, utána beszédet mondott. Érdekesség, hogy a díj pontosan ugyanaz az MTV EMA díj, amelyet a kategóriák nyertesei kapnak, viszont a Generation Change-díj annyiban tér el, hogy szivárványszínű.
A műsort felvezető rendező város bemutatóját a közismerten meleg Steiner Kristóf mutatta be a legszebb helyeket. A legjobb klipnek járó díjat a Years & Years együttes énekese, Olly Alexander adta át, aki a felvezető beszédjében megemlítette, hogy a család az család, mutatva a tenyerére felrajzolt szimbólumot. A díjátadó egyik fellépője, Kim Petras, aki 14 évesen esett át nemátalakító műtéten, ami miatt a „világ legfiatalabb transznemű popsztárjaként” tartották számon sokáig. A gálát Yungblud zárta, aki a produkció alatt megcsókolt egy férfit.

## Fellépők
| Előadó(k)             | Dal(ok)                                       |
| Főműsor               | Főműsor                                       |
| --------------------- | --------------------------------------------- |
| Ed Sheeran            | "Overpass Graffiti"                           |
| Ed Sheeran            | "Shivers"                                     |
| Saweetie              | "Tap In" "Best Friend" "Out Out"              |
| Imagine Dragons J.I.D | "Enemy"                                       |
| Griff                 | "One Night"                                   |
| girl in red           | "Serotonin"                                   |
| OneRepublic           | “Run” (előre felvett produkció a Hősök terén) |
| Maluma Rayvanny       | "Mama Tetema"                                 |
| Måneskin              | "Mammamia"                                    |
| Kim Petras            | "Coconuts" "Hit It from the Back"             |
| Yungblud              | "Fleabag"                                     |

## Díjátadók
- Rita Ora – a Legjobb latin kategória díját adta át
- Winnie Harlow – a Legjobb hip-hop kategória díját adta át
- Joel Corry – a Legjobb új előadó kategória díját adta át
- Drew Mclntyre – a Legjobb rock kategória díját adta át
- Ryan Tedder – a Legjobb dal kategória díját adta át
- Manu Gavassi – a Legjobb alternatív kategória díját adta át
- Olly Alexander – a Legjobb klip kategória díját adta át
- Saweetie – a Legjobb előadó kategória díját adta át

## Győztesek és jelöltek
A győztesek félkövérrel vannak jelölve.
| - Ed Sheeran – "Bad Habits" - Doja Cat ft. SZA – "Kiss Me More" - Justin Bieber (ft. Daniel Caesar, Giveon) – "Peaches" - Lil Nas X – "Montero (Call Me By Your Name)" - Olivia Rodrigo – "Drivers License" - The Kid LAROI, Justin Bieber – "Stay" - Lil Nas X – "Montero (Call Me By Your Name)" - Doja Cat ft. SZA – "Kiss Me More" - Ed Sheeran – "Bad Habits" - Justin Bieber (ft. Daniel Caesar, Giveon) – "Peaches" - Normani ft. Cardi B – "Wild Side" - Taylor Swift – "Willow" - Doja Cat ft. SZA – "Kiss Me More" - Black Eyed Peas, Shakira – "Girl like Me" - Bruno Mars Anderson.Paak, Silk Sonic – "Leave the Door Open" - Lil Nas X, Jack Harlow – "Industry Baby" - The Kid LAROI, Justin Bieber – "Stay" - The Weeknd & Ariana Grande – "Save Your Tears (Remix)" - Ed Sheeran - Doja Cat - Justin Bieber - Lady Gaga - Lil Nas X - The Weeknd - BTS - Imagine Dragons - Jonas Brothers - Little Mix - Måneskin - Silk Sonic - Saweetie - Giveon - Griff - Olivia Rodrigo - Rauw Alejandro - The Kid LAROI - BTS - Doja Cat - Dua Lipa - Ed Sheeran - Justin Bieber - Olivia Rodrigo - David Guetta - Calvin Harris - Joel Corry - Marshmello - Skrillex - Swedish House Mafia - Måneskin - Coldplay - Foo Fighters - Imagine Dragons - Kings of Leon - The Killers | - Yungblud - Halsey - Lorde - Machine Gun Kelly - Twenty One Pilots - Willow - Maluma - Bad Bunny - J. Balvin - Rauw Alejandro - Rosalía - Shakira - Nicki Minaj - Cardi B - DJ Khaled - Drake - Kanye West - Megan Thee Stallion - BTS - LISA - Monsta X - NCT 127 - ROSÉ - TWICE - Olivia Rodrigo - 24KGoldn - Fousheé - girl in red - Griff - JC Stewart - JXDN - Latto - Madison Beer - Remi Wolf - SAINt JHN - The Kid LAROI - BTS - Ariana Grande - BLACKPINK - Justin Bieber - Lady Gaga - Taylor Swift - Billie Eilish – "Your Power" - Demi Lovato – "Dancing with the Devil" - girl in red – "Serotonin" - H.E.R – "Fight for You" - Harry Styles – "Treat People with Kindness" - Lil Nas X – "Montero (Call Me By Your Name)" |

## Regionális győztesek és jelöltek

### Európa
| - Azahriah - Follow the Flow - Halott Pénz - Margaret Island - Wellhello - Little Mix - Dave - Dua Lipa - Ed Sheeran - KSI - Amel Bent - Dadju - Jérémy Frérot - Tayc - Vianney - Noa Kirel - Eden Ben Zaken - Eden Derso - Noga Erez - Jasmin Moallem - Daria Zawiałow - Brodka - Krzysztof Zalewski - Margaret - sanah - badmómzjay - Álvaro Soler - Provinz - Tokio Hotel - Zoe Wees | - Aka 7even - Caparezza - Madame - Måneskin - Rkomi - Max Barskih - Mari Kraimbrery - Musia Totibadze - Imanbek - Slava Marlowi - Diogo Piçarra - Bárbara Tinoco - Nenny - Plutónio - Wet Bed Gang - Tessa - Drew Sycamore - Sigrid - Swedish House Mafia - Zara Larsson - Aitana - Ana Mena - C. Tangana - Colectivo Da Silva - Pablo Alborán - Gjon’s Tears - Arma Jackson - Monet192 - Stefanie Heinzmann - Loredana |

### Afrika

#### Legjobb afrikai előadó
- Wizkid
  -  Amaarae
  -  Diamond Platnumz
  -  Focalistic
  -  Tems

### Ázsia
| - JJ Lin - Ink Waruntorn - K-ICM - Naim Daniel - Lyodra - SB19 - Divine - Ananya Birla - Kaam Bhaari x Spitfire x Rākhi - Raja Kumari - Zephyrtone | - Sakurazaka46 - Awesome City Club - Eve - STUTS - Vaundy - Aespa - Cravity - Stayc - Weeekly - WEi |

### AusztráliaésÚj-Zéland
| - Ruel - Amy Shark - Masked Wolf - The Kid Laroi - Tones and I | - Teeks - Broods - Jolyon Petch - Lorde - Six60 |

### Amerika
| - Taylor Swift - Ariana Grande - Doja Cat - Lil Nas X - Olivia Rodrigo - Manu Gavassi - Anitta - Ludmilla - Luísa Sonza - Pabllo Vittar - Johnny Orlando - Justin Bieber - Shawn Mendes - The Weeknd - Tate McRae - Bad Bunny - Farruko - Guaynaa - Natti Natasha - Rauw Alejandro | - Alemán - Danna Paola - Gera MX - Humbe - Sofía Reyes - Sebastián Yatra - Camilo - J Balvin - Karol G - Maluma - Tini - Duki - Nicki Nicole - María Becerra - Trueno |

## Lásd még
- MTV Europe Music Awards
- MTV Video Music Awards